# Élections générales britanniques de 1761
Les élections générales britanniques de 1761 se sont déroulées en Grande-Bretagne du 25 mars au 5 mai 1761. Ces élections sont remportées par le parti whig.